# Werbetrommel
Die Redewendung „(für jemanden oder etwas) die Werbetrommel rühren (schlagen)“ bedeutet umfangreiche Werbemaßnahmen durchzuführen.

## Wortherkunft
Ursprünglich wurde mit der Werbetrommel im 17. Jahrhundert die Trommel bezeichnet, mit der Landsknechte für den Kriegsdienst angeworben wurden. Dabei wurde auf öffentlichen Plätzen mit Trommeln und weiteren Instrumenten auf den Söldnerdienst aufmerksam gemacht. Es wurde dabei die werb-trummeln starck geruehret (1681).
Eine Übertragung auf die Werbewirtschaft ist erst im 20. Jahrhundert erfolgt. 